# Pavel Ivanov (cestista)
Pavel Ivanov (in bulgaro Павел Иванов?; Tutrakan, 26 febbraio 1988) è un ex cestista bulgaro.

## Palmarès
- Campionato bulgaro: 2

Levski Sofia: 2013-14
Balkan Botevgrad: 2018-19
- Coppa di Bulgaria: 4

Levski Sofia: 2009, 2010, 2011, 2014
- Lega Balcanica: 2

Levski Sofia: 2009-10, 2013-14